# Шошкино
Шошкино — деревня в Сухобузимском районе Красноярского края России.

## Общие сведения
Относится к муниципальному образованию Шилинский сельсовет. По данным на 2010 год в деревне проживало 178 человек — 78 мужчин и 100 женщин.
Расположена на правом берегу реки Шилы, в 54 км от районного центра — села Сухобузимского и в 14 км от центра сельского поселения — села Шила. Соседние населённые пункты — деревня Ленинка и посёлок Шилинка. В деревне 5 улиц, фельдшерско-акушерский пункт.

## Статус
В списке административно-территориального деления Красноярского края по состоянию на 19 ноября 1939 года значится село Шошкино Шошкинского сельсовета. В сведениях о наличии сельсоветов и населённых пунктов Сухобузимского района по состоянию на 13 июля 1948 года — населённый пункт Шошкина Шошкинского сельсовета. В справочнике административно-территориального деления Красноярского края 1990 года значится деревня Шошкино. Выписка из единого государственного реестра прав на недвижимое имущество и сделок с ним, архивные данные, копии паспортов граждан, представленные администрацией Сухобузимского района, Шилинского сельсовета, указывают на наименования указанного населённого пункта как деревня.

## История
Деревня была основана в 1727—1731 годах крестьянами Шошкиными. В 1871 году, после случившегося большого пожара, большинство жителей покинуло её, но затем стали заселяться вновь. Многие переехали из Шилы. В 1920 году, после становления советской власти, в Шошкино вернулись колчаковцы из Красноярского гарнизона. Они организовали из местного населения банду и вели борьбу за самостоятельную власть без коммунистов. Банда была разгромлена.
В 1929 году 423 человека из 83 семей объединились в коллективное хозяйство — колхоз им. Сталина — посевная площадь которого составляла 590 га. В 1962 году, в ходе реорганизации колхозов в совхозы, колхоз объединился в совхоз «Шилинский».
В 1992 году совхоз «Шилинский» был реорганизован в АО ЗАО «Шилинское», куда вошло и Шошкино. В Шошкино был сельский совет, после укрупнения колхозов село вошло в Шилинскую сельскую администрацию.